# St. Johannes der Täufer (Niederberg)
Die römisch-katholische Pfarrkirche St. Johannes der Täufer ist ein unter Denkmalschutz stehendes Kirchengebäude in Niederberg, einem Stadtteil von Erftstadt im Rhein-Erft-Kreis.

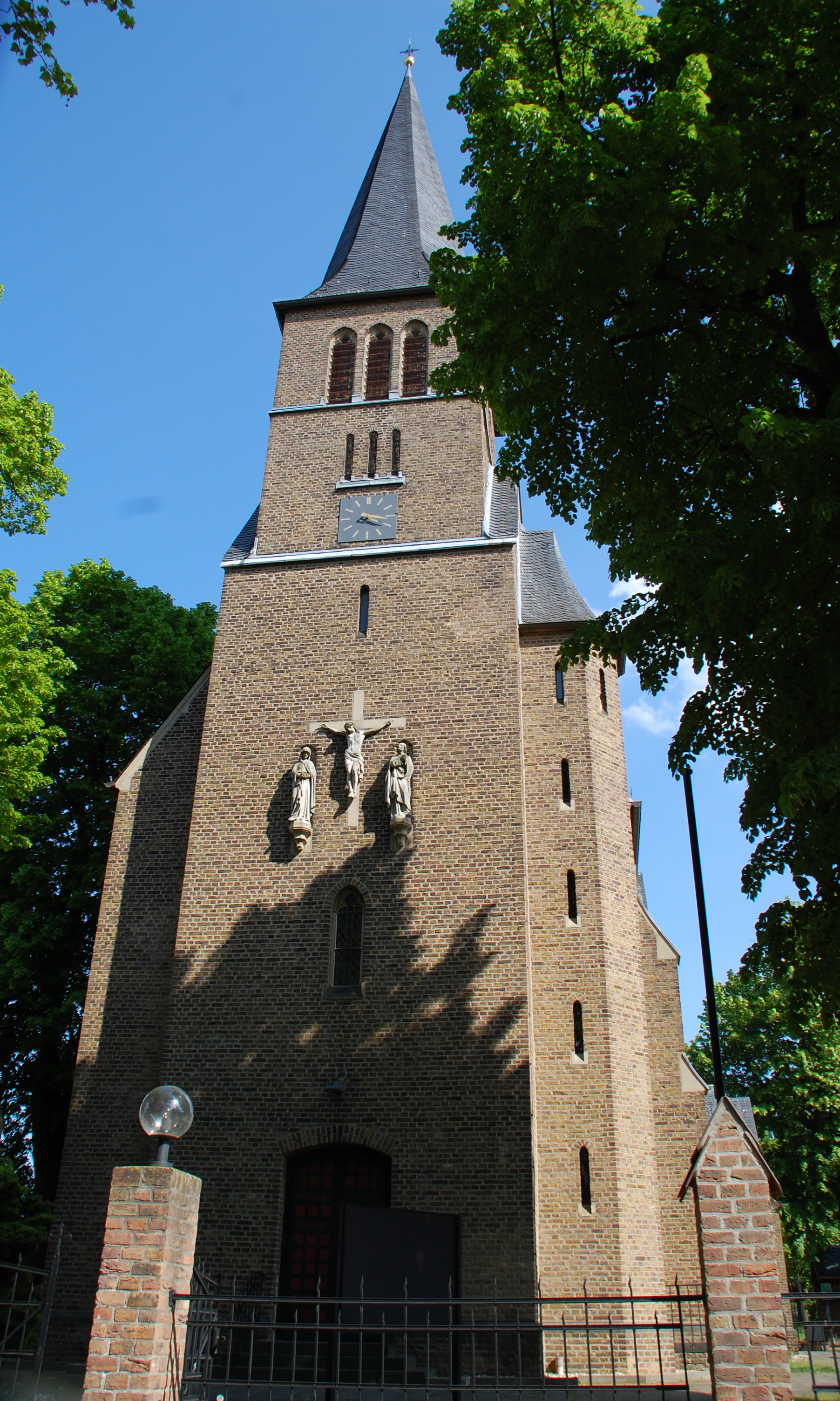
St. Johannes der Täufer

## Geschichte
Die Pläne der Pfarrgemeinde, anstelle der alten reparaturbedürftigen Kirche ein neues Gotteshaus zu erbauen, konnten durch das testamentarische Vermächtnis des Kölners Anton Guffanti, Besitzer der Burg Niederberg und des Gertrudenhofes, realisiert werden. Der vermögende Rentner hatte in seinem Testament im Jahre 1904 die Kirchengemeinde mit 50000 Mark zum Bau einer neuen Kirche und einer neuen Kircheneinrichtung bedacht.
Weil die alte Kirche St. Johannes Enthauptung unter Denkmalschutz gestellt worden war und nicht abgerissen werden durfte, erwarb die Pfarrgemeinde im Jahre 1909 zwei Grundstücke in der Nähe der alten Kirche, auf denen die neue Pfarrkirche St. Johann Baptist in den Jahren 1910/11 errichtet wurde. Im Jahre 1912 wurde der Friedhof unmittelbar neben der neuen Kirche angelegt.
Nach dem Zweiten Weltkrieg wurden Kriegsschäden notdürftig beseitigt. Umfangreiche Reparaturen und Renovierungen wurden in den Jahrzehnten zwischen 1964 und 1996 durchgeführt.

## Baubeschreibung
Die Backsteinkirche mit ihrem eingestellten vierseitigen gestuften Westturm, der von einem niederen polygonalen Treppenturm flankiert wird, wurde nach den Plänen des Dombaumeisters Bernhard Hertel in den Jahren 1910–1913 im neugotischen Stil gegenüber der alten Kirche erbaut.
Im Obergeschoss des dreifach gestuften Turmes mit achtseitiger Haube befinden sich an jeder Seite drei spitzbogige Drillingsfenster. An der Turmwestfassade über dem Eingang ist eine steinerne Kreuzigungsgruppe angebracht.
Die Kirche besitzt ein kreuzgratgewölbtes Langhaus, ein kurzes Querschiff und einen rippengewölbten 5/8 Chor. Die spitzbogigen Fenster an Langhaus und Chor mit neugotischem Maßwerk sind mit modernen Buntglasfenstern ausgestattet. Die Rippen des weiß getünchten Kreuzgratgewölbes sind mit grünen Blätterranken verziert.
An der Seitenwand des Chorraums befindet sich die 1931 aufgemalte vergrößerte Nachbildung eines ehemals im Besitz des Pfarrers gewesenen etwa 20 × 20 cm großen Tüchleins, Oberteil einer Tasche für das Korporale, mit einer Darstellung der Geburt Jesu aus der Stefan-Lochner-Schule, das die Pfarrgemeinde 1926 mit Genehmigung des Generalvikariats an das Diözesanmuseum in Köln verkauft hatte.

## Ausstattung
- Den Hochaltar schmückt ein im Jahre 2000 erworbenes Altarbild, eine Darstellung des heiligen Johannes des Täufers.
- Nach der Entfernung der Kanzel wurden die fünf geschnitzten Platten des Kanzelkorbes restauriert und 1998 im Vorraum der Kirche aufgestellt.
- Die Kirche besitzt ferner eine Johannisschüssel, eine ältere leicht beschädigte Holzschale mit der Nachbildung eines Kopfes von Johannes dem Täufer, die in früheren Zeiten am Tage des Pfarrpatroziniums, am Feste Johannes Enthauptung, in der alten Kirche ausgestellt wurde.[4]

## Orgel

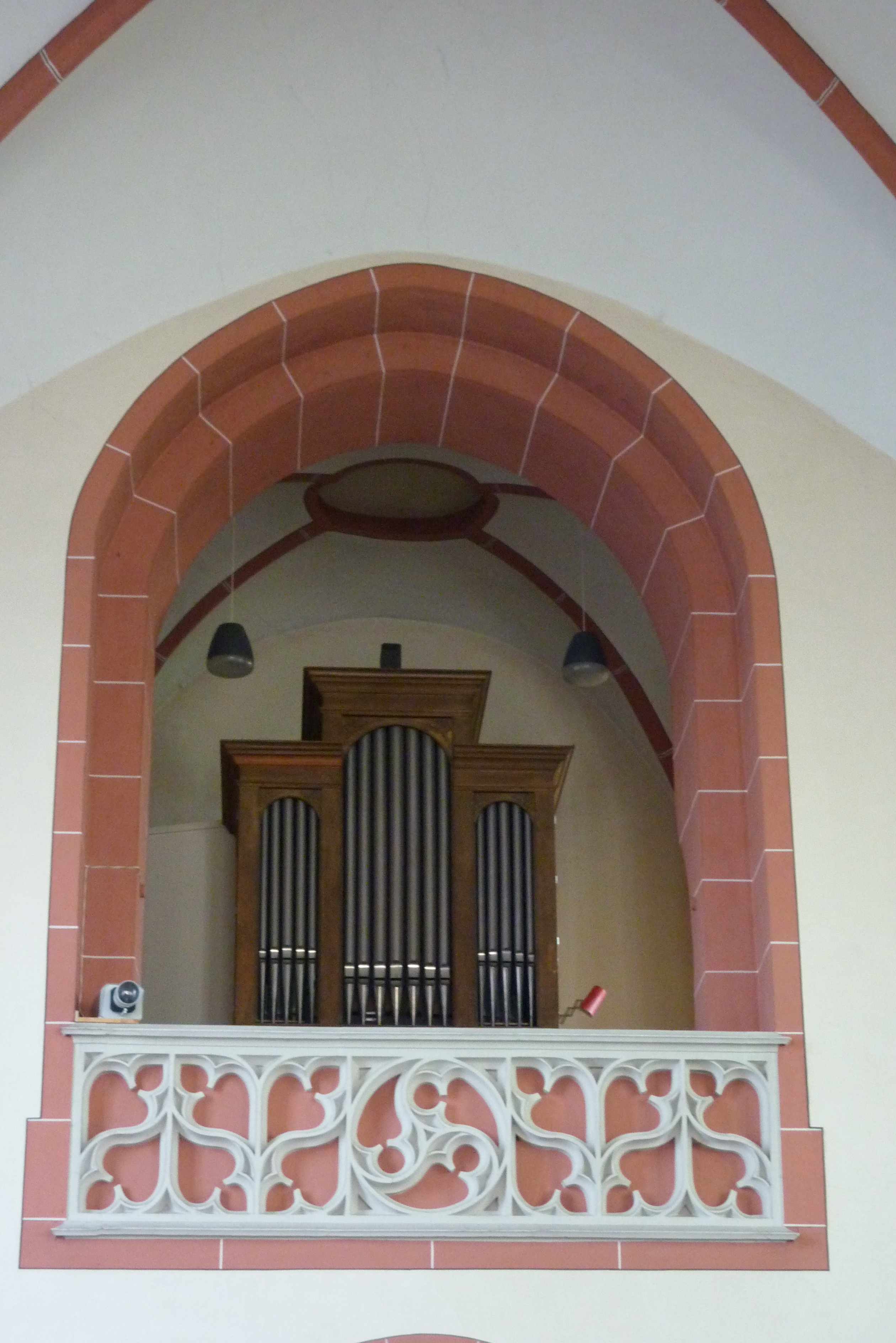
Kalscheuer-Orgel

Die Orgel stammt aus der Werkstatt Geschwister Kalscheuer im nahen Nörvenich. Das weitgehend originale Werk aus dem Jahr 1850 wurde im Frühjahr 2016 durch die Orgelbaufirma Hugo Mayer Orgelbau für etwa 50.000 € restauriert und im Mai in einer Festmesse in Anwesenheit von Orgelbaumeister Stephan Mayer wieder in Dienst gestellt.